# Дражица (Велики Грђевац)
Дражица је насељено место у саставу општине Велики Грђевац у Бјеловарско-билогорској жупанији, Република Хрватска.

## Историја
До територијалне реорганизације у Хрватској налазила се у саставу старе општине Грубишно Поље.

## Становништво
На попису становништва 2011. године, Дражица је имала 163 становника.

## Попис1991.
На попису становништва 1991. године, насељено место Дражица је имало 282 становника, следећег националног састава:
| Попис 1991.‍  | Попис 1991.‍  | Попис 1991.‍ | Попис 1991.‍ | Попис 1991.‍ |
| ------------ | ------------ | ----------- | ----------- | ----------- |
|              |              |             |             |             |
| Хрвати       | Хрвати       |             | 263         | 93,26%      |
| Срби         | Срби         |             | 3           | 1,06%       |
| Чеси         | Чеси         |             | 3           | 1,06%       |
| Мађари       | Мађари       |             | 2           | 0,70%       |
| неопредељени | неопредељени |             | 2           | 0,70%       |
| непознато    | непознато    |             | 9           | 3,19%       |
| укупно: 282  |              |             |             |             |